# Bödön
Bödön (románul Bidiu, németül Bedendorf) település Romániában, Beszterce-Naszód megyében.

## Fekvése
A Mezőség északkeleti részén, Besztercétől délnyugatra fekszik.

## Története
1305-ben említik először Bodin néven. Először 1589-ben említik jelenlegi nevén.
Középkori lakói szászok voltak, akik a reformációt követően áttértek a lutheránus vallásra, de még 1622-ben is élt itt egy kisebb katolikus közösség.
Az 1662-es tatárbetörés során a település teljesen elpusztult. Később román telepesek népesítették be újra a falut.
A trianoni békeszerződésig Szolnok-Doboka vármegye Kékesi járásához tartozott. 1940-ben a második bécsi döntés visszajuttatta Magyarországnak, de 1944-ben újra Románia fennhatósága alá került.

## Lakossága
1910-ben 584 lakosából 568 román, 7 német, 6 magyar, 3 egyéb nemzetiségű volt.
2002-ben 273 fő lakta a települést, melyből 272 román és 1 magyar volt.